# Square (cifrario)
In crittografia, Square (spesso scritto come  SQUARE) è un algoritmo di cifratura a blocchi inventato da Joan Daemen e Vincent Rijmen. I progettisti lo pubblicarono nel 1997,  è il precursore del Rijndael l'algoritmo adottato come base per l'Advanced Encryption Standard. Square ha portato a una nuova forma di crittanalisi scoperta da Lars Knudsen, chiamata "attacco Square".
L'algoritmo è una rete a sostituzione e permutazione a 8 round (circoli nella rete). Utilizza blocchi di 128 bit e una chiave di 128 bit. Square non è brevettato.